# Hilda James
Pour les articles homonymes, voir James.
Hilda Marjorie James, née le 27 avril 1904 à Warrington et morte le 27 juillet 1982 à Birkenhead, est une nageuse britannique, spécialiste des courses de nage libre.

## Carrière
Hilda James fait partie de la délégation britannique présente aux Jeux olympiques de 1920 à Anvers ; elle y remporte la médaille d'argent sur le relais 4x100 mètres nage libre, et est éliminée en demi-finales du 300 mètres nage libre.
En 1923, elle gagne la Traversée de Paris à la nage féminine.